# Senso de admiração
Um senso de admiração é um estado intelectual e emocional frequentemente invocado em discussões de ficção científica (comumente abreviada para FC ou no inglês CF).

## Definições
Essa entrada se foca em um uso específico da frase "senso de admiração." Esse frase é geralmente usada em contextos que não tem relação com ficção científica. Os relatos seguintes são para o uso de "senso de admiração" no contexto de ficção científica. Em Brave New Worlds: The Oxford Dictionary of Science Fiction o termo senso de admiração é definido como se segue:

SENSO DE ADMIRAÇÃO  n. um sentimento de despertar ou admiração engatilhado pela expansão de uma consciência do que é possível ou pelo confronto com a vastidão do espaço e tempo, como sentido ao se ler ficção científica.:179
Jon Radoff tem caracterizado o senso de admiração como uma reação emocional que o leitor confronta repentinamente, o entendimento, ou ver um conceito novo num contexto de nova informação.
Na seção introdutória de seu ensaio  'On the Grotesque in Science Fiction', Istvan Csicsery-Ronay Jr., Professor de Inglês na DePauw University, clarifica:
O tão chamado senso de admiração tem sido considerado um dos atributos primários da fc pelo menos desde a era pulp. Os títulos das revistas de fc mais populares desse período—Astounding, Amazing, Wonder Stories, Thrilling, Startling, etc.—claramente indicam que o valor putativo cognitivo das histórias de fc são mais do que contrabalanceados por um poder efetivo, o qual, na verdade, o conteúdo científico é esperado para ser submetido.:71
John Clute e Peter Nicholls associam a experiência com a "descoberta conceitual" ou "mudança de paradigma" (Clute & Nicholls 1993). Em muitos casos, isso é conseguido através da reutilização de prévias experiências narrativas em um grande contexto. Isso pode ser encontrado em cenas curtas (e.g., em Star Wars Episódio IV: A Nova Esperança, e também poderá encontrá-lo m menor dose, dentro da linha "Isso não é uma lua; é uma estação espacial.") e requer romances inteiros para chegar nesse ponto (como na linha final do livro do autor Iain Banks chamado '.)
George Mann define o termo como “o senso de maravilhamento inspirado que é criado em um leitor quando as implicações completas de um evento ou ação são realizadas, ou quando a imensidade de uma história ou ideia primeiramente se torna conhecida;”:508 e ele associa o termo com a Golden Age doa FC e as revistas pulp prevalentes na época. Um dos escritores principais da Golden Age, Isaac Asimov, concordou com essa associação: em 1967 comentando sobre as mudanças ocorridas na FC, ele escreveu,
E pois a vida real atual se parece com a fantasia do passado, os fãs antifos não descansam. No fundo deles, quer admitem ou não, tem um sentimento de desapontamento e até ultraje pelo mundo exterior ter invadido seu domínio particular. Eles sentem a perda de um “senso de admiração” pois o que era verdadeiramente confinado com a “admiração” agora se tornou prosaico e mundano.:ix

## Senso de admiração como numinosidade
Numinoso é definido nessa enciclopédia como sendo o que aumenta "uma emoção espiritual ou religiosa" ou é "misterioso ou inspirador".

## Senso de admiração como um conceito especificamente conectado com a ficção científica
George Mann sugere que esse 'senso de admiração' é associado apenas com ficção científica como distinta da fantasia científica, declarando:
Essa é a insistência em realismo fundamental que fez com que os romances do Verne serem retrospectivamente vistos como de importância chave no desenvolvimento da FC.... —pessoas em massa vieram até os livros procurando por aventura e a encontraram, mas com um limite de pesquisa científica que as deixaram com um senso de admiração novo e bem diferente. A mágica dos campos da fantasia tinha sido substituída pela fascinação da especulação com raízes na realidade.:10
Entretanto, o editor e crítico David Hartwell vê o ‘senso de admiração’ da ficção científica em termos mais gerais, como ”sendo a raiz da animação da ficção científica.” Ele continua:
 Qualquer criança que já olhou para as estrelas de noite e pensou sobre quão longe elas estão, como não há fim ou limite externo para esse lugar, esse universo—qualquer criança que já sentiu a emoção do medo e animação com tais pensamentos tem uma boa chance de se tornar um leitor de ficção científica.
Dizer que a ficção científica é em essência uma literatura religiosa é exagero, mas é um que contém verdades. FC é unicamente uma encarnação moderna de uma tradição antiga: o conto da maravilha. Contos de milagres, contos de grandes poderes e consequências além da experiência das pessoas em sua vizinhança, contos de deuses que habitam outros mundos e as vezes descem para visitar o nosso, contos de humanos viajando para a morada dos deuses, contos do estranho: todos agora existem na ficção científica.
O apelo da ficção científica está na combinação do racional, o acreditável, com o miraculoso. É um apelo para o senso de admiração.:42
Criticismo acadêmico da literatura de ficção científica (Robu 1988) identifica a ideia do sublime descrito por Edmund Burke e Immanuel Kant—infinito, imensidade, "horror delicioso"—como a chave para o entendimento do conceito de"senso de admiração" na ficção científica. Por exemplo, o Professor de Inglês na University of Iowa, Brooks Landon diz:
Referência para esse “senso de admiração,” um termo apropriado e popularizado por Damon Knight, aparece de novo e de novo em discussões de FC do século vinte e pode, pelo menos em parte refletir o débito da FC aos seus precursores góticos e românticos.:18
Edward James cita do Aldiss e história da ficção científica do Wingrove’s em apoio da sugestão a cima como sendo a origem do ‘senso de admiração’ na FC, como segue:
 No modo Gótico, o enfase era colocado no distante e sobrenatural... Paisagens chocantes, castelos isolados, cidades assombradas e figuras misteriosas... nos carregando num mundo fascinante onde revelações horríveis começam... Terror, mistério e aquele horror delicioso que Burke conectou com o sublime... pode ser descoberto... na ficção científica até hoje.:103
Paul K. Alkon em seu livro Science Fiction before 1900. Imagination Discovers Technology faz um ponto similar:
As afinidades da ficção científica e literatura gótica também revelam uma procuram em comum para essas variedades do terror prazeroso induzido por eventos inspiradores ou configurações que Edmund Burke e outros críticos do século dezoito chamam de sublime. Um problema iminente para escritores do século dezenove era como conseguir a sublimidade sem recorrer ao sobrenatural.... As maravilhar sobrenaturais que tem sido um grampo de formas épicas e menores desde tempos Homéricos não iriam funcionar mais como as melhores fontes de sublimidade.... Escritores procuraram novas formas que iriram melhor acomodar o impacto da ciência.:2
Alkon concluí que "ficção científica desde [o século 19] tem sido preocupada muitas vezes em provocar fortes reações emocionais como manter uma base racional para seus plots. Longe de ser mutualmente exclusivo, os dois campos podem reforçar um ao outro...", :3
Edward James, em uma seção de seu livro intitulado ‘O Senso de Admiração’ diz nesse ponto sobre a origem do 'senso de admiração' na FC:
Que o conceito do Sublime, um critério estético principal da era Romântica, tem uma conexão próxima com os prazeres derivados de ler fc que há muito tempo tem sido reconhecidos por leitores e críticos, mesmo se tal palavra tenha sido pouco usada. A frase que tem sido usada, e que numa extensão grande corresponde, é 'Senso de Admiração' (as vezes de forma jocosa ou cínica é abreviada como ‘sensawunda’). A primeira coleção de crítica de fc foi o livro 'In Search of Wonder' (1956) de Damon Knight.:105
James continua para explorar o mesmo ponto feito por David Hartwell em seu livro Age of Wonders (e citado abaixo) no que diz respeito à relação do 'senso de admiração' na FC com religião ou experiência religiosa. Ele declara que,
 … ao fazer isso, isso [ficção científica] pode criar um sense of wonder rival, que age como uma substituição da religião: a religião para aqueles deprivados de todas as certezas tradicionais no despertar de Darwin, Einstein, Plank, Godel e Heisenberg. :106
Como um exemplo, James pega o conto ‘The Nine Billion Names of God’ de Arthur C. Clarke. Ele explica:
 Um computador é instalado por técnicos ocidentais num mosteiro tibetano; sua tarefa é acelerar a compilação de todos os nomes de Deus. Isso, os monges acreditam, é para o que a raça Humana foi criada, e na sua conclusão a Terra, e talvez toda criação, chegará num fim. Os técnicos realizam seu trabalho, com alguma condescendência, e voltam para a civilização.

 'Me pergunto se o computador terminou sua programação. Deve estar acabando agora.'

Chuck não respondeu, então George balançou em sua sela. Ele acabou de ver o rosto do Chuck, um oval branco na direção do céu.
'Veja,' sussurrou Chuck, e George levantou seus olhos à o céu. (Sempre há uma última vez para tudo.)

Acima deles, sem qualquer pressa, as estrelas estavam desaparecendo.

… o que esse leitor (na idade de 13 ou 14) aprendeu da história era o tamanho inimaginável do Universo e a implausibilidade de algumas imagens tradicionais humanas de Deus. Um senso de espanto ou admiração) quase religioso foi criado em mim, enquanto eu tentei perceber a imensidão do Universo e contemplar a possibilidade da não existência de Deus. :106–107
É apropriado que Edward James escolha uma história de Arthur C. Clarke para fazer um ponto. Um crítico é da opinião de que Clarke "tem dedicado sua carreira à criar um "senso de admiração" nos espaços sublimes do Universo...":5 Editor e pesquisador de FC, Mike Ashley concorda:
Se tem um escritor cujo trabalho epitomiza o senso de admiração, é sem dúvida, Arthur C. Clarke. É quase impossível ler qualquer uma de suas histórias ou romances sem experimentar aquele momento de gatilho quando a mente se expande para entender um conceito que inspira espanto.... está em seus romances O Fim da Infância, The City and the Stars, Rendezvous com Rama e seus contos "A Estrela", "Júpiter V" e "Os Nove Bilhões de Nomes de Deus"—possivelmente a história definitiva de "senso de admiração".:1
Kathryn Cramer em seu ensaio 'On Science and Science Fiction' também explora a relação do 'senso de admiração' da FC com religião, declarando que "a primazia do senso de admiração na ficção científica põe um desafio direto à religião: A admiração da ciência e o mundo real como experimentado na ficção científica substituí a reverência religiosa?"
 :28
Entretanto, como Brooks Landon mostra, nem todo 'senso de admiração' precisa estar proximamente relacionado com o clássico senso do Sublime. Comentando sobre a história 'Twilight' de John W. Campbell ele diz:

... Campbell salienta quão longo sete milhões de anos é em termos Humanos, mas nota que esse período de tempo não é nada na vida do Sol, cujos "dois milhões, de milhões de milhões" de nasceres... Como Campbell bem sabia, um caminho certo para o senso de admiração eram os grandes números. :26–27
Talvez o único mais famoso exemplo de "sensawunda" em toda ficção científica envolve um neologismo, do trabalho de A. E. van Vogt (Moskowitz 1974):
A palavra "sevagrama" aparece apenas uma vez na série, como a última palavra de The Weapon Makers; na sua colocação, que parece abrir universos para o olhar do leitor, em em sua misteriosa ressonância, seu significado preciso não é claro, esse uso de "sevagrama" pode bem se manter como a melhor demonstração funcional em todo gênero de fc de como transmitir um senso de admiração:1269
Apesar das tentativas acima de definir e ilustrar o 'senso de admiração' na FC, Csicsery-Ronay Jr. argumenta que "ao contrário da maioria das outras qualidades associadas com o gênero, o senso se admiração resiste á um comentário crítico." :71 A razão que ele sugere é que,
Sendo uma "literatura de ideias," como é muito dito a fc ser, convida a discussão de ideias; mas o senso de admiração parece duplamente resistir uma investigação intelectual. Como um "senso," isso é claramente não sobre ideias e parece ser um oposto delas; admiração ainda mais, com suas implicações de espanto que causam um curto circuito no pensamento analítico. :71
Mesmo assim, apesar de sua "resistência á comentário crítico," o 'senso de admiração' tem 'um pedigree bem estabelecido em arte, separado em suas categorias relacionadas de resposta: o sublime expansivo e o grotesco intensivo." :71 Csicsery-Ronay Jr. explica a diferença entre essas duas categorias como se segue:
 O sublime é uma resposta a um choque imaginativo, o complexo recuo e recuperação da consciência lidando com objetos grandes demais para serem entendidos. O grotesco, por outro lado, é uma qualidade geralmente atribuída á objetos, a estranha fusão de elementos diferentes não encontrados na natureza. Essa distinção é verdadeira para sua diferença; O sublime expande a consciência interior como isso engloba limites para sua expansão externa de apreensão; o grotesco é uma projeção de repulsão/atração fascinada em objetos que a consciência não consegue acomodar, pois o objeto perturba o senso de categorização racional e natural. Em ambos os casos, o leitor/perceptor é chocado por um estranhamento repentino da percepção habitual, e em ambos os casos a resposta é suspender a confiança de um no conhecimento sobre o mundo, e tentar redefinir o real em pensamentos com relação á natureza. Ambos são preocupados com estados de mente que a ciência e a arte tem em comum: responsabilidade aguda com objetos do mundo, o teste (muito involuntário) das categorias que convencionalmente são usadas para interpretar o mundo e o desejo de articular o que a consciência acha inarticulável.:71
Depois, nesse mesmo ensaio, o autor argumenta que "o sublime e o grotesco tão em tal próxima relação que eles são sombras um do outro," e que "não é sempre fácil distingui-los, e que o grotesco de uma era facilmente se torna o sublime de outra" :79 Ele dá um exemplo do androide (T-1000) no segundo filme da franquia 'O Exterminador do Futuro' o fime O Exterminador do Futuro 2 - O Julgamento Final, dizendo que "o T-1000, como muitas figuras liminares da fc, é quase simultaneamente sublime e grotesco. Sua metamorfose fascinante seria objeto do sublime se não fosse por sua sadística violação da carne mundana. :76
Não há dúvida de de que o termo 'senso de admiração' é usado e entendido por leitores de FC sem a necessidade de explicação ou elaboração. Por exemplo, o autor de FC e crítico David Langford resenhando um romance de FC no New York Review of Science Fiction foi capaz de escrever "Eu suponho que é tudo um microcosmo terrivelmente mordaz de aspirações humanas, mas depois de tanta carnificina primitiva, o solavanco tão esperado do senso de admiração vem como um despejo de informações tardias em vez de...":8
Jack Williamson em 1991 disse que a New Wave não durou na ficção científica por "falhou em tocar as pessoas. Não tenho certeza se essa falha foi por causa de seus temas pessimistas ou que as pessoas sentiram que as coisas eram muito pretensiosas. Mas nunca agarrou de verdade as imaginações das pessoas".

## Origem natural vs sintética
Sharona Ben-Tov em seu livro The Artificial Paradise: Science Fiction and American Reality explora o 'senso de admiração' da ficção científica (FC) a partir de uma perspectiva feminista. O livro dela é "um trabalho que provoca pensamento de criticismo que provê uma nova e interessante perspectiva em alguns elementos básicos na ficção científica," incluindo o 'senso de admiração'.:327 Em sua resenha do trabalho de Ben-Tov para o jornal crítico Extrapolation, David Galgleish, citando o texto, aponta que,
 Ben-Tov afirma que o (não)famoso "senso de admiração" da FC é uma tentativa de evocar uma transcendência sublime, conseguida pela Natureza, e "Natureza é um ser animado, feminino e numinoso" (23). Mas em FC como Ben-Tov vê, essa transcendência natural é meramente uma ilusão; na verdade, a transcendência é apenas conseguida pela tecnologia, conseguida por alienar a Natureza feminina. FC tem "apropriado-se das qualidades de abundância e harmonia do romance paradisíaco da Terra, banindo a figura da natureza feminina para o mundo feito pelo homem e racionalizado...(22)... A ideologia da FC que Ben-Tov examina é baseada na revolução científica, na visão mudada da natureza—para a vida, Mãe feminina, Natureza fica inerte, matéria morta. Essa ideologia do século vinte tem, para Ben-Tov, implicações perturbadoras, especialmente de um ponto de vista feminista. "Nossa sociedade," escreve Ben-Tov, "perdeu a base para a experiência transcendente por perder o relacionamento com a natureza numinosa"(23). Portanto, o "senso de admiração" da FC é uma mentira: "isso reflete as fantasias de americanos brancos sobre natureza, máquinas, e a `fronteira'.... O aparato mitológico americano deve ser compreendido depois de ser segurado, ou desmantelado, efetivamente" (92-93). :327

## Exemplos do uso 'casual' do termo 'senso de admiração' na crítica de ficção científica
- "Muitos escritores de ficção científica desejam fazer seus leitores sentirem a emoção, o senso de admiração, que tanto marcou a juventude da FC que o gênero ainda clama como um tipo de logo marca, apesar de ser escarçamente encontrado hoje." Tom Easton. Analog Science Fiction & Fact. Nova York: Maio de 2000. Vol. 120, Iss.5; página. 134
- "O passado. Duas prévias expedições marcianas fracassaram.... Uma tripulação americana morreu mais ao sul, deixando uma base vazia... e o veículo de retorno, a Dulcineia.... Agora é a vez dos free-lancers internacionais...O pouso é bem sucedido, bem no alvo e a apenas um stroll de alguns minutos do Dulcineia. Senso de admiração jorra das páginas enquanto a tripulação anda pela superfície marciana." Tom Easton. Analog Science Fiction & Fact. Nova York: Jan 2001. Vol. 121, Iss. 1; página. 135
- "Eu li originalmente Thrust Into Space de Maxwell W. Hunter II 30 anos atrás quando eu tinha 11 ou 12 anos. Na época eu já estava descobrindo a verdadeira ficção científica, e a primeira leitura dos trabalhos de Heinlein, Asimov, e Clarke, esse livro evocou para mim exatamente o mesmo "senso de admiração" como fizeram os trabalhos da grande trindade." Jeffrey D Kooistra. Analog Science Fiction & Fact. Nova York: Jul/Agost de 2002. Vol. 122, Iss. 7/8; página. 128
- "A história é também bem menos melodramática do que seria se tivesse sido publicada durante os anos 50. Incluído tem discussões breves de problemas matemáticos e outros científicos que evocam um tipo de antigo senso de admiração sobre o Universo sem perturbar a fluidez da história." Don D'Ammassa. Analog Science Fiction & Fact. Nova York: Maio de 2009. Vol. 129, Iss. 5; página.101
- David E. Nye trás um olho aguçado para a história da tecnologia dos Estados Unidos. Eu usei esse Sublime da Tecnologia Estado-unidense nas aulas por anos. Eu posso também usar seu último... também.... A tésis do livro anterior era—num extremo resumo—que nas maravilhas tecnológicas da América—de estradas de ferro à bomba nuclear—evocaram a mesma resposta emocional como as maravilhas naturais como o Grand Canyon. Essa mistura era espanto e terror e admiração que a muito tem sido chamada de "o sublime." Tinha também, para mim, uma clara conexão com o "senso de admiração" da ficção científica que ajudou a explicar o porque o fc do século vinte era predominantemente americano." Tom Easton. Analog Science Fiction & Fact. Nova York: Jun 2005. Vol. 125, Iss. 6; pg. 136
- "O senso de admiração que marca a sensibilidade da FC é dificil para ensinar e certamente não pode ser ditado ou cobrido por uma alma que não o tem. Isso deve vir de dentro, e quando o faz, todas as maravilhas do universo estão ao alcance." Tom Easton. Analog Science Fiction & Fact. Nova York: Dec 1998. Vol. 118, Iss. 12; pg. 133
- "...se tomarmos nota do filme de Kubrick (e Clarke)2001: A Space Odyssey, uma poderosa meditação das relações do sublime e o banal. Para chegar no espaço nós parecemos ter precisado suspender a imaginação e o senso de admiração que era uma parte bem importante do que nos fez querer ir ao espaço em primeiro lugar. Técnicos precisos e sóbrios foram chamados para isso." Christopher Palmer. 'Big Dumb Objects in Science Fiction: Sublimity, Banality, and Modernity,' Extrapolation. Kent: Spring 2006.Vol. 47, Iss. 1; página. 103
- "Ele Stephen Baxter] acha que é crítico para a NASA e outras agências espaciais reestabelecerem o senso de admiração ao enviar poetas, filósofos e escritores de ficção científica ao espaço, mas ele..."  Richard A. Lovett. Analog Science Fiction & Fact. Nova York: Abr 2006. Vol. 126, Iss. 4; página. 89
- "Os melhores escritores observam as coisas. As vezes são detalhes sobre o Universo. As vezes eles tem grandes visões que instilam o senso de admiração sobre o que os fãs de ficção científica tem como cera lírica. Outras vezes, as observações tomas a forma de detalhes sobre pessoas ou as vidas que vivemos: realidades negligenciadas que parecem verdade enquanto elas flutuam através da página em nossa frente." Richard A Lovett. Analog Science Fiction & Fact. Nova York: Jan/Fev 2010. Vol. 130, Iss. 1/2; página. 56
- "Isso foi a visão de animadoras tecnologias novas e amanhãs brilhantes que elas podem criar que nos deu o "senso de admiração" que fãs veteranos lamentam com tal nostalgia. Isso nos deu profetas desonrados de uma nova fé, pioneiros solitários em um mundo de descrentes críticos confusos pelo termo "ficção científica." Fãs seguidores são raros e nós encontramos um ao outro com sentimentos de parentesco instantâneo." Jack Williamson. 'Recollections of Analog,' Analog Science Fiction & Fact. New York: Jan 2000. Vol. 120, Iss. 1; página. 94

## Exemplos do uso do termo 'senso de admiração' fora da ficção científica
De acordo com Platão, filosofia começa com admiração.
Greg Stafford disse que evocar um senso de admiração tem sido sua motivação primária como game designer.[carece de fontes?]
- Este artigo foi inicialmente traduzido, total ou parcialmente, do artigo da Wikipédia em inglês cujo título é «Sense of wonder».